# Aurelie Wilczek
Aurelie Wilczek, verheiratete Aurelie Jäger bzw. Aurelie Jäger-Wilczek, auch Aurelia Jaeger-Wlczek (* 20. Januar 1845 in Tarnow; † 6. August 1927 in Goisern), war eine Sängerin (Sopran) und Gesangspädagogin.

## Leben
Sie wurde als Aurelia Aloysia Sophia Wlczek geboren
Wilczek war eine einst anerkannte darstellende Künstlerin (dramatische Sängerin), die sich, ebenso wie ihr Mann Ferdinand Jäger, in ihrer späteren Karriere ganz der Lehrtätigkeit zugewandt hatte. Zuvor war sie 1864 am Mannheimer Hoftheater als Debütantin, später in Kassel, engagiert gewesen.
Georg Ferdinand Jäger heiratete sie 1869 in Mannheim. Die gemeinsame Tochter Elsa Jäger (1869–1950) wurde Schauspielerin, der Sohn Julius Wilhelm Friedrich Jäger wurde 1872 in Dresden geboren und Ferdinand Jäger (1871–1954) wurde ebenfalls Sänger (Bariton).
Aurelie Jäger starb im Alter von 82 Jahren an Altersschwäche in einen evangelischen Pflegeheim in Goisern im Salzkammergut.

## Schüler (Auswahl)
- Irene Abendroth, Hermine Bosetti, Marie Tomschik